# Regionalna geografija
Regionalna geografija je glavna geografska disciplina, ki poskuša v sintetični obliki prikazati raznolikost naravnogeografskih in družbenogeografskih dejavnikov v določeni pokrajini - regiji. Opira se na spoznanja splošne ali obče geografije. V strnjeni obliki skuša prikazati in razložiti poglavitne pojave, procese in zakonitosti, ki opredeljujejo obstoječe razmere v izbrani pokrajini. Posamezne prvine obravnava v logičnem zaporedju, pri čemer se v zadnjem času krepi problemski pristop, ki za vsako regijo izdvaja bistvene, značilne splete tistih dejavnikov, ki narekujejo njeno izločitev iz širše prostorske enote v neponovljivi različnosti.
Zanima jo tudi problem členitve prostora na manjše prostorske oziroma pokrajinske enote. Individualizacija posameznih območij, ter sistematična povezanost različnih regij v enotno podobo Zemljinega površja.
Ob spoznanju, da so tovrstne preučitve najbližje predmetu geografskih preučevanj, to je pokrajini, je mogoče potegniti sklep, da je prav regionalna geografija jedro ali krona geografije.